# Zastava Kube
Zastava Kube se sastoji od pet plavih i bijelih crta, koje predstavljaju pet kubanskih regija iz kolonijalnog vremena. Crveni trokut predstavlja krv kubanskih junaka, a zvijezda suverenitet zemlje.
Nacionalna zastava se prvi put zavijorila 1850. godine u gradu Cardeno.

## Povijest kubanske zastave
- Zastava Križa Burgundije (1521–1843)
- Zastava Latinske Amerike (1843–1873; 1874–1898)
- Zastava Prve Španjolske Republike (1873–1874)
- Zastava Céspedesa u Desetogodišnjem ratu (1868–1878)
- Zastava Prve Republike Kube (1902–1906; 1909–1959)[1]
- Zastava Pokreta 26. srpnja
- Zastava premijera Kube (1959-1976)
- Standard predsjednika Kube
- Zastava vojne vlade Sjedinjenih Država na Kubi (1898-1902; 1906–1909)

## Vanjske poveznice
- Flags of the World